# Morpho rhodopteron
Morpho rhodopteron é uma borboleta neotropical da família Nymphalidae, subfamília Satyrinae e tribo Morphini, descrita em 1880 e endêmica da região de Sierra Nevada de Santa Marta, na Colômbia. Esta espécie está distribuída em uma estreita faixa de altitude, em florestas de montanha entre 600 e 2.400 metros. Visto por cima, o padrão básico da espécie (macho) apresenta asas de coloração azul iridescente e translúcido com as pontas das asas anteriores de coloração amarronzada. Vista por baixo, apresenta asas de coloração castanha com um padrão de faixas claras e escuras em algumas áreas, onde se destaca uma sequência próxima de quatro ocelos: três nas asas posteriores e um no topo das asas anteriores; podendo haver indivíduos com dois ocelos nesta área, elevando o número para cinco. Embora Morpho possua dimorfismo sexual acentuado, com fêmeas geralmente maiores e de coloração mais discreta, em Morpho rhodopteron tal dimorfismo sexual não é simples de detectar durante o voo. Lagarta de M. rhodopteron encontrada em plantas do gênero Chusquea (Poaceae), possuindo coloração variada, mas tornando-se verde pouco antes de formar uma crisálida de mesma coloração. Esta alcançado mais ou menos 04 centímetros. De acordo com Abril & Perez (2010), esta espécie possui um tempo médio de desenvolvimento de 199 dias a partir da oviposição até a emergência do adulto, constituindo o ciclo de vida mais longo descrito até agora para qualquer borboleta neotropical.

## Hábitos
Adrian Hoskins cita que a maioria das espécies de Morpho passa as manhãs patrulhando trilhas ao longo dos cursos de córregos e rios. Nas tardes quentes e ensolaradas, às vezes, podem ser encontradas absorvendo a umidade da areia, visitando seiva a correr de troncos ou alimentando-se de frutos em fermentação. Segundo Abril & Perez (2010), adultos de M. rhodopteron schultzei (ex M. rhodopteron nevadensis) são comumente observados em áreas abertas que fazem fronteira com estradas, canais de passagem de córregos e rios. A atividade dos adultos começa entre 09:00 horas da manhã e voam em média até as 14:00.

## Subespécies
Sobre as subespécies de M. rhodopteron, em 1923 Krüger acreditava haver uma forma venezuelana de M. rhodopteron. Em 1925, ele nomeou a forma colombiana de M. rhodopteron var. nevadensis, para diferir da suposta forma venezuelana. A forma nevadensis teria dois ocelos no verso da asa anterior, enquanto que a forma venezuelana teria apenas um. Le Moult & Réal (1962) consideraram que nevadensis (Krüger, 1925) era apenas outro nome para M. rhodopteron e criaram uma outra especie, M. schultzei, também para indivíduos com dois ocelos nas asas anteriores e um azul mais intenso. Takahashi (1973) não conseguiu encontrar diferenças específicas e tornou M. schultzei uma subespécie de M. rhodopteron; voando a noroeste de Sierra Nevada de Santa Marta, com a candidata a subespécie rhodopteron voando a sudeste. Blandin (2007), tendo estudado um número maior de amostras, manteve a separação em duas subespécies, distribuídas como Takahashi (1973) indicou.
- Morpho rhodopteron rhodopteron - Descrita por Godman & Salvin em 1880 e distribuída a sudeste de Sierra Nevada de Santa Marta.
- Morpho rhodopteron schultzei (ex Morpho rhodopteron nevadensis) - Descrita por Le Moult & Réal em 1962 e distribuída a noroeste de Sierra Nevada de Santa Marta.

## Sierra Nevada de Santa Marta
Sierra Nevada de Santa Marta é um maciço montanhoso localizado na região norte da Colômbia, próxima à costa caribenha. É a maior formação do mundo em montanhas costeiras, subindo do nível do mar a uma altura de 5.775 metros. Tem uma área de aproximadamente 17.000km², está completamente isolada dos Andes e sua posição geográfica faz com que seja um dos centros de endemismo mais importantes, com M. rhodopteron sendo o caso mais famoso.